# Archivio Storico della Città di Torino
L’Archivio Storico della Città di Torino è uno degli archivi comunali più importanti d’Italia e d’Europa. Custodisce un ricchissimo patrimonio documentario, con i suoi venticinquemila metri lineari di carte che coprono quasi mille anni di storia. Conserva testimonianze e memorie che tracciano le vicende di Torino da comune medievale a capoluogo del ducato e in seguito da capitale politica dell’Italia unita a metropoli industriale e culturale, tra i quali il Codice della Catena, che contiene gli statuti medievali della città .

## Storia

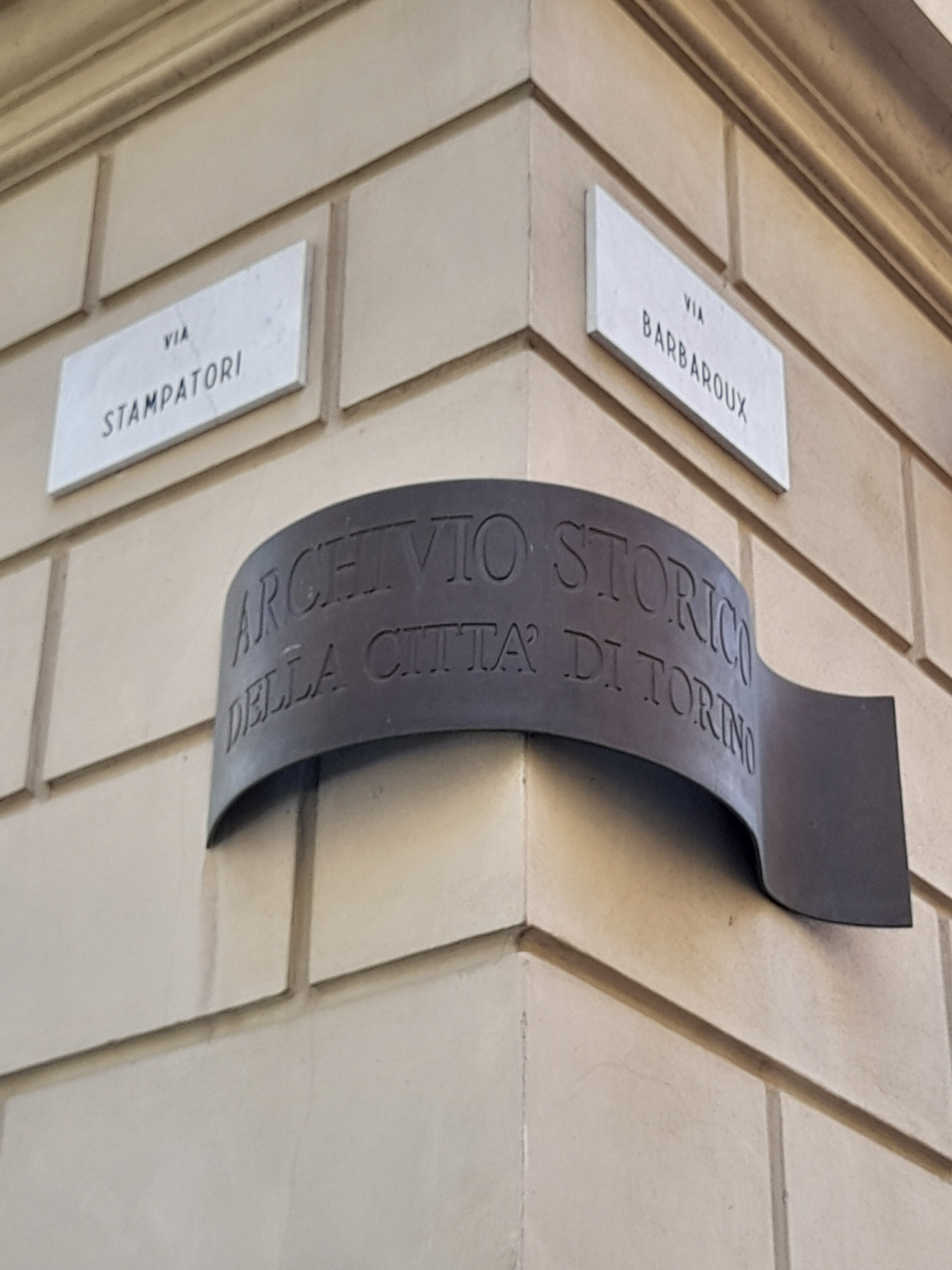
La segnalazione dell'archivio nell'edificio

La costituzione dell'Archivio ha avuto almeno 5 momenti importanti. Nel 1335 avvenne l'elezione dei quattro savi che da quel momento conservarono le chiavi dell’archa communis sita in casa Grassi, nell'isolato di San Simone; nel 1370 avvenne il trasferimento delle chiavi nel monastero dei Frati Minori; nel 1430 vi fu il trasferimento delle stesse nella cantina della casa comunale in Porta Nuova; nel 1472 un altro trasferimento portò i sigilli a Palazzo di Città; nel 1999 infine avvenne il trasferimento nella attuale sede di via Barbaroux .
L'Archivio Storico custodisce un ricco patrimonio documentario, che abbraccia nove secoli di storia: vicende amministrative, trasformazioni urbanistiche e architettoniche, sviluppo economico, attività culturali, relazioni sociali, crescita demografica ecc. Il documento più antico, amministrativo, risale al 1257 . Negli ultimi decenni l'Archivio Storico si è arricchito con l'acquisizione di raccolte documentarie, iconografiche e bibliografiche quali ad esempio la Collezione Simeom con il rarissimo Theatrum Statuum Sabaudiae a colori ; la Raccolta Gec, di satira, umorismo e costume, costituita da opere grafiche, periodici e libri già appartenenti all'umorista Enrico Gianeri ; le carte di Roberto d'Azeglio; l'Archivio della Gazzetta del Popolo consegnato alla città a seguito della chiusura del quotidiano. Espone inoltre la ricostruzione integrale della farmacia dell'Istituto omeopatico italiano, inaugurata nel 1860 in Via della Provvidenza (l'attuale Via XX Settembre) . 
L'istituto conta circa 10.000 presenze annue di studiosi e ricercatori e, dal 2010, svolge in proprio un'attività editoriale mirata alla divulgazione e alla valorizzazione del patrimonio archivistico della Città .

## Il Codice della Catena
Il Libro degli Statuti della città di Torino detto Codice della Catena, è un volume pergamenaceo nel quale sono raccolti gli statuti e le franchigie che nel 1360 il Conte Verde (Amedeo VI di Savoia) concesse, in cambio dell'omaggio di fedeltà, al Comune di Torino. In questo modo il conte sottraeva formalmente la città al governo del cugino, il principe Giacomo d’Acaia.
Il nome con il quale è conosciuto il Codice risale al 1492: in quell’anno infatti furono applicate due catene di ferro sui piatti del volume per impedire che fosse rubato quando esposto alla consultazione pubblica. Il volume si apre con la raffigurazione pittorica dei santi martiri, quindi presenta una rubrica nella quale sono elencate le diverse materie trattate e il riferimento al folio del manoscritto (ogni capolettera è di colore rosso) e si conclude con un’autentica notarile .

## L'edificio
Lo stabile di via Barbaroux è edificato sui resti di una dimora signorile costruita nel corso del I secolo d.C. e successivamente più volte ristrutturata. La residenza era organizzata intorno a un’area aperta ed era dotata di un ambiente riscaldato ancora ben riconoscibile: su un pavimento in cementizio, annerito dai fumi, erano visibili alcune suspensurae , le colonnine in laterizio che servivano a tenere sollevato il pavimento vero e proprio per permettere la circolazione dell’aria calda nell’intercapedine che si creava. Nella parete settentrionale dell’ambiente si apriva il praefurnium, l’imboccatura del forno, dietro al quale si trovava il locale in cui era sistemata la caldaia dell’impianto. Il rinvenimento di resti di un focolare in mattoni fa ipotizzare la presenza di una cucina .
Dopo secoli di abbandono, tra il XIV e XV secolo, come dimostrano i catasti del periodo, sorge sul luogo un complesso costituito da una torre quadrangolare (per molto tempo l'edificio più alto della città) affiancata da altri edifici, con una corte interna comune, di proprietà della famiglia di Aleramo Beccuti . 
L'edificio che ospita la sede dell'Archivio fu costruito negli anni 1929-30 e venne allora destinato ai Servizi Demografici. In seguito al trasferimento di questi presso una nuova sede la Città decise di destinare l'edificio all'Archivio Storico. I lavori di ristrutturazione avvennero tra il 1995 e il 1998. 
L'intero edificio ha una superficie di circa 5300 metri quadrati distribuita su un piano interrato e tre fuori terra. Al piano interrato e in parte di quello rialzato sono collocati i depositi pesanti e leggeri, mentre nella restante parte del piano rialzato sono collocati i locali destinati al pubblico. Le aree destinate agli uffici sono situate ai piani primo e secondo, al primo piano è inoltre collocata la sala conferenze mentre al secondo hanno sede la fototeca, il gabinetto fotografico e i laboratori di legatoria e restauro e di microfilmatura .